# Cyprinus centralus
Cyprinus centralus är en fiskart som beskrevs av Nguyen och Mai, 1994. Cyprinus centralus ingår i släktet Cyprinus och familjen karpfiskar. Inga underarter finns listade i Catalogue of Life.